# Catostemma lemense
Catostemma lemense là một loài thực vật có hoa trong họ Cẩm quỳ. Loài này được Sanoja mô tả khoa học đầu tiên năm 2004.